# Guo Yufang
Guo Yufang (en chino: 郭裕芳; 15 de marzo de 1999) es una deportista china que compite en ciclismo en la modalidad de pista. Ganó tres medallas en el Campeonato Mundial de Ciclismo en Pista, en los años 2022 y 2023.

## Medallero internacional
| Campeonato Mundial | Campeonato Mundial      | Campeonato Mundial | Campeonato Mundial    |
| Año                | Lugar                   | Medalla            | Competición           |
| ------------------ | ----------------------- | ------------------ | --------------------- |
| 2022               | Saint-Quentin (Francia) | Medalla de plata   | Velocidad por equipos |
| 2022               | Saint-Quentin (Francia) | Medalla de bronce  | 500 m contrarreloj    |
| 2023               | Glasgow (Reino Unido)   | Medalla de bronce  | Velocidad por equipos |